# Агроиндустриальные комбинаты
Агроиндустриа́льные комбина́ты — агропромышленные предприятия, объединяющие совхозы и колхозы, действующие по единому производственному плану.

## Общие сведения
Агроиндустриальные комбинаты, объединяющие совхозы и колхозы и действующие по единому производственному плану, существовали с конца 1929 года и до начала 1931 года. Создавались преимущественно на Украине. Их задачей было соединение в едином цикле производства, переработки, упаковки и реализации продукции сельского хозяйства.
Агроиндустриальные комбинаты появлялись преимущественно у новостроек Первой пятилетки. Их число в 1930 году составляло порядка 300.
Среди сторонников создания комбинатов были такие известные экономисты сельского хозяйства, как Я. П. Никулихин и А. Г. Шлихтер. По мнению последнего, тогдашний руководитель Наркомзема УССР, агроиндустриальные комбинаты должны были объединить все имеющиеся на Украине колхозы и совхозы.
В феврале 1931 года VI Всесоюзный съезд Советов отклонил принципы объединения колхозов и совхозов в агроиндустриальные комбинаты и признал создание и деятельность последних нецелесообразным. В дальнейшем к этому вопросу больше не возвращались.